# スクエア・キロメートル・アレイ

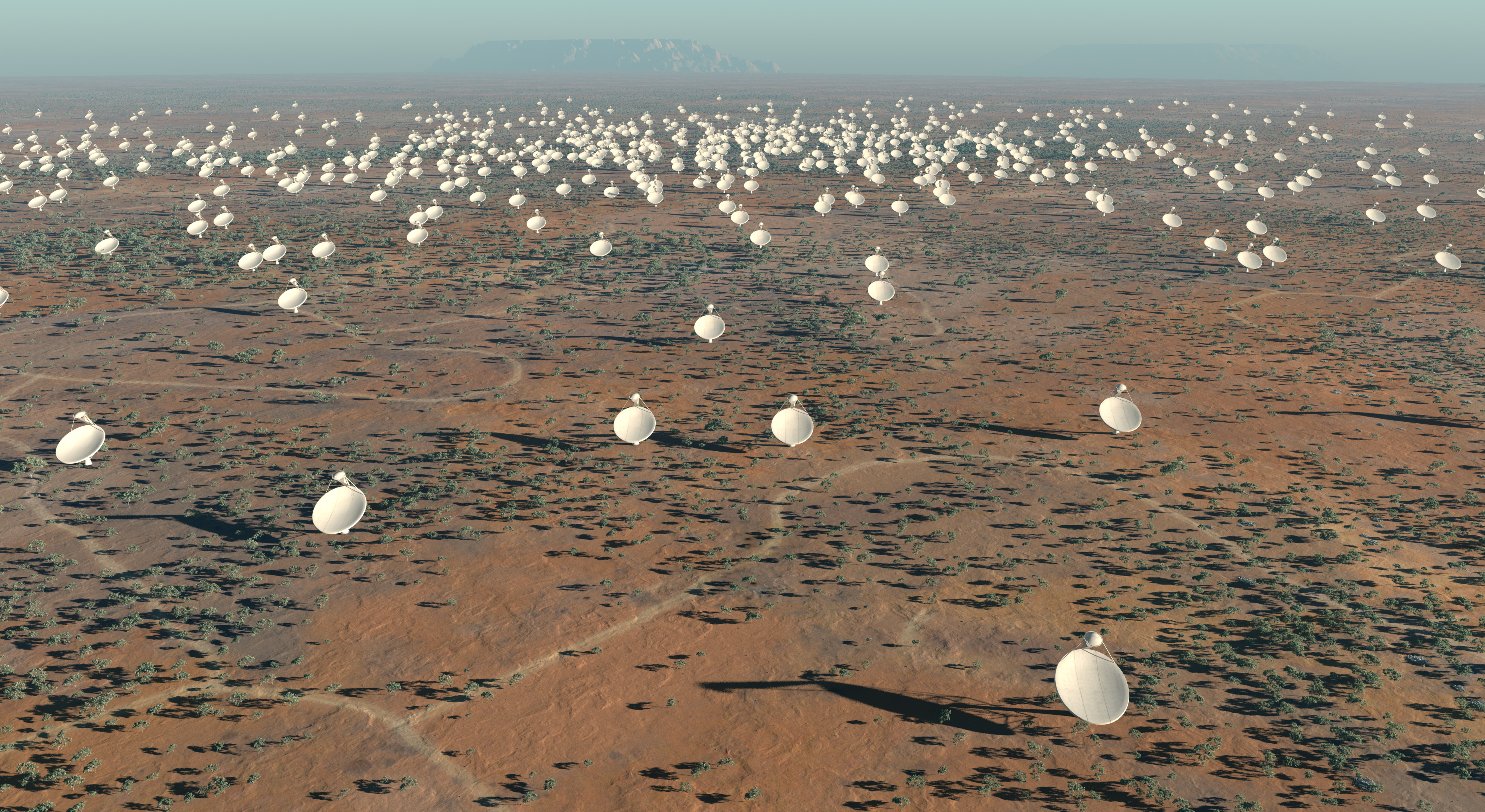
SKA完成予想図

スクエア・キロメートル・アレイ（Square Kilometer Array, SKA）は、オーストラリアと南アフリカで建設中の集光面積1平方kmの国際電波望遠鏡プロジェクト。本部はイギリスのジョドレルバンク天文台。建設の開始は2022年、2027年から科学観測を開始する予定。

## 概要
SKAは、数千個のアンテナを並べて宇宙を観測する電波干渉計である。その名前の由来ともなっている巨大な集光面積と、3000km以上に展開するアンテナ群がもたらす高い解像力により、銀河の形成や宇宙磁場、地球外生命の探査などが行われる。
SKAが観測する電波は、周波数 70 MHzから10 GHz（波長では4mから3cm）である。

## SKAの構造
SKAでは、比較的高い周波数の電波を受信するための「Dishes」と呼ばれるパラボラアンテナと、低い周波数の電波を受信するための「Aperture arrays」と呼ばれるアンテナ群という異なったアンテナが建設される。
Dishesは、口径15mのアンテナ約3000台からなる。個々の望遠鏡の口径はさほど大きくないが、これにより比較的低予算で広い視野が得られる。アンテナ群の配置は、建設とケーブル敷設などの設置のしやすさ、解像度とコストなどを考慮し、渦状腕配置とされ、アフリカ大陸の数千kmに渡って設置される。
Aperture Arrayは、その中でも低周波な電波を受信する「低周波アレイ」と、それより高周波な電波を受信する「中周波アレイ」とでは受信機の形状が異なる。これらは、アンテナで電波を反射・集光させてから受信するDishesとは異なり、むき出しの受信部で集光することなく直接受信する。こちらは中心部から200km程度の範囲で設置される。

## 建設地
建設地は2012年、オーストラリア及び南アフリカを中心としたアフリカ地域と決定された。
SKAの建設地は当初5箇所が候補とされたが、最終決定前はオーストラリア・ニュージーランドと南アフリカが残っていた。いずれも、SKAに必要な条件（人工電波が少ないこと、安定した天候、建設に必要なコスト、広大な範囲に広がるアンテナをうまく接続できること）などを満たしており、2012年に建設地選定委員会の投票によって決定することとされた。最終的に両候補地とも同じように利点があるとされ、候補の2地域に分散して建設されることとなった。
SKAの誘致に向けて、2グループともに試験的な望遠鏡（ASKAP、MeerKAT）が建設された。建設地の決定に伴ってASKAPは新技術のたたき台に使われるとされ、MeerKATはSKAシステムに取り込まれる予定である。

### オーストラリア
オーストラリア地域は低周波観測を担当し、低周波用アパーチャアレイアンテナが設置される。 なお、ニュージーランドは自国に建設される施設が無くなったこともあり、2020年末にSKAへの参加を取りやめることとなった。
建設地決定前、オーストラリアでは、西オーストラリア州ジェラルトンの北東315kmのところにある、マーチソン電波天文台がSKAの中心地として立候補していた。オランダの国土と同じ広さにわずか110人が暮らしており、人工電波はきわめて少なく、またアンテナの一部をニュージーランドに設置することで、5000kmを超える基線長を確保することができるとされた。
また、マーチソン電波天文台では、オーストラリアSKAパスファインダー (ASKAP)が建設された。

### 南アフリカ
アフリカ地域は中周波観測を担当し、MeerKAT64基を含むパラボラアンテナ（最大200基）が設置される。また第2期として追加で建設されることになった場合、パラボラアンテナ以外にも、中周波数アパーチャアレイアンテナが設置される予定である。また低周波用アパーチャアレイアンテナも第2期計画でアフリカ地域に設置される予定であるとSKAのホームページで示されている。
建設地決定前、南アフリカ共和国が中心となり、ナミビア、ボツワナ、モザンビーク、マダガスカル、モーリシャス、ザンビア、ケニア、ガーナにもアンテナを展開する計画として立候補していた。この地域も人口が少なく人工電波源は少ない。また気候も穏やかであるため、観測条件も良いとされた。
建設地決定前の2011年、口径13.5mパラボラアンテナ群であるMeerKATの最初の7基が完成した(KAT-7)。2018年には64基の建設が完了し、正式な形での運用が開始された。中周波数アパーチャアレイアンテナ設置完了後にはMeerKATと合わせ中周波数観測体制が確立する。

## SKAの科学目標
SKAでは、以下の5つのテーマが主要プロジェクトとして選定されている。
- 銀河の誕生と進化、ダークエネルギー
- パルサー、ブラックホールの観測による重力の検証
- 宇宙磁場の起源と進化
- 太陽系外惑星とその上の生命体の探査
- 宇宙最初の星の誕生

## 課題
増え続ける人工衛星による干渉と建設資金の問題が挙げられている。

## 経過
- 2012年5月25日 : 建設地が南アフリカとオーストラリアの2地域になることが決定[11]
- 2013年5月7日  : SKA本部が完成し運用開始[12]
- 2018年7月13日 : 南アフリカ地域で先行して建設されていたMeerKAT望遠鏡64基が正式に運用開始[13]
- 2021年6月29日 : 計画に参加する各国がSKA望遠鏡の建設の開始を承認[14]